# Charlotte Mbango
Charlotte Mbango Samè (15 tháng 4 năm 1960, Douala – 2 tháng 6 năm 2009 Paris) là một ca sĩ Makossa người Cameroon.

## Tiểu sử
Mbango sinh ra ở Douala năm 1960 trong một gia đình vốn là nhạc sĩ. Bà đến từ gia đình của Eboa Lotin, biểu tượng của nền âm nhạc của người Cameroon. Bà bắt đầu sự nghiệp âm nhạc từ năm 9 tuổi trong một dàn hợp xướng và trở thành ca sĩ chính ở tuổi mười ba. Bà đã chơi trong một số ban nhạc trước khi rời Châu Âu vào năm 1979 để theo đuổi việc học. Sau đó, bà gia nhập nhóm Negro Spirituals của Paris. Sau khi nghiên cứu tiếp thị, Mbango gia nhập công ty của ca sĩ người Cameroon Sissi Dipoko. Điều này được tiết lộ cho công chúng Châu Phi bởi chương trình Afrique Étoile.
Album đầu tiên của bà, Nostalgie, được phát hành vào năm 1987. Album Konkai, được phát hành năm 1988 đã thành công trên phạm vi quốc tế và cho phép bà giành được bản thu âm vàng đầu tiên do couturier Paco Rabane tặng cho bà. Album thứ hai của bà, Maloko được phát hành vào năm 1991, tiếp theo năm năm sau bởi Malea, album thứ ba của bà phát hành năm 1996. Năm 1998, bà phát hành bài nhạc "Combines Religieuses," sau đó là "Sans papier", và cuói cùng là album cuối cùng của bà "My fight" phát hành năm 2002. Bà qua đời vào tháng 6 năm 2009 ở tuổi 49 sau căn bệnh ung thư gan, bỏ lại một cô con gái và một cháu gái.

## Danh sách đĩa nhạc
- 1987: Nostalgia
- 1988: Konkai
- 1991: Maloko
- 1996: Malea
- 1998: Combine Religious
- 1998: Without Papers
- 2002: My fight
- 2008: Best Of Konkai Makossa

## Giải thưởng và phần thưởng
- 1988: Gold record
- 2003: Gold Tamani in Bamako in 2003